# Erik de Laval
Erik de Laval (né le 28 avril 1888 et décédé le 9 novembre 1973) est un pentathlonien suédois. Aux Jeux olympiques d'été de 1920 disputés à Anvers, il obtient la médaille d'argent lors de l'épreuve du pentathlon moderne.
Ses frères Georg et Patrik sont aussi des pentathloniens.